# Quattro Pro
Quattro Pro là một phần mềm xử lý bảng tính được Borland phát triển và hiện nay được bán bởi Corel, với tư cách  như là một phần của bộ phần mềm văn phòng WordPerfect của Corel.

## Đặc điểm
Trong lịch sử, Quattro Pro sử dụng lệnh bàn phím gần giống như Lotus 1-2-3. Trong khi nó thường được cho là chương trình đầu tiên sử dụng các trang giấy xếp theo thẻ, Boeing Calc thực ra đã dùng trang kiểu này trước đó. Nó hiện đang chạy dưới hệ điều hành Windows. Trong nhiều năm, Quattro Pro đã có một lợi thế so sánh, liên quan đến giới hạn hàng và cột tối đa, (cho phép kích thước trang tối đa là một triệu hàng và  18,276 cột). Điều này rất thuận lợi khi so sánh với giới hạn 65.536 hàng và 256 cột vốn có của Microsoft Excel (Excel 2007 trở về trước). Ngay cả với lợi thế số hàng tối đa, doanh thu và số bản bán được của Quattro Pro cách quá xa so với Excel, kể từ khoảng năm 1996 đến nay.
Khi phiên bản 1.0 được phát triển, nó được đặt tên mã là "Phật" vì nó có nghĩa là "lấy đi vị trí của Lotus", lúc đó đứng số 1 trên thị trường. Khi sản phẩm được đưa ra thị trường vào năm 1988, tên ban đầu của nó, được Phó chủ tịch cao cấp, Spencer Leyton đề nghị tại một nhà hàng Việt Nam ở Santa Cruz, là Quattro (từ tiếng Ý nghĩa là bốn, chơi chữ với ý nghĩa vượt lên trên "1-2-3"). Borland đổi tên sản phẩm thành Quattro Pro khi đưa ra phiên bản mới vào năm 1990.
Phần mở rộng tập tin phổ biến của Quattro tập tin bảng tính Pro là.qpw, mà nó đã được sử dụng từ phiên bản 9. Quattro Pro phiên bản 7 và 8 được sử dụng.wb3, phiên bản 6 sử dụng.wb2, phiên bản 5 sử dụng.wb1, và các phiên bản hệ điều hành DOS sử dụng.wq2 và.wq1.